# Derby de la Garonne (football)
Le derby de la Garonne fait référence aux confrontations entre les équipes du Toulouse Football Club et des Girondins de Bordeaux, deux clubs de football basés dans des villes traversées par la Garonne, comme son nom l'indique. Bien qu'une rivalité (plutôt extra-sportive) existe bel et bien entre ces deux villes, on ne peut pas à proprement parler d'un derby, puisque dans sa définition, un derby désigne une confrontation sportive entre deux équipes situées à moins de 50 kilomètres l'une de l'autre.

## Origine de la rivalité
Il n'y a pas vraiment de rivalité sportive historique, notamment du fait de la dominance du rugby à Toulouse. Mais alors que les deux métropoles régionales du Sud-Ouest de la France s'affrontent en Ligue 1, les médias tels que Canal + estiment qu'il s'agit d'un « derby de la Garonne ». Il est aussi parfois surnommé Garronico; un jeu de mot entre Garonne et Clásico,. 
Néanmoins, pour Alain Giresse, entraineur du Toulouse FC de 1995 à 1998 puis de 1999 à 2000, ou Alain Casanova, entraineur de Toulouse de 2008 à 2015, il s'agit véritablement d'une des confrontations les plus importantes de chaque saison toulousaine. L'emblématique Yannick Stopyra, star du TFC puis des Girondins « pense qu'il a davantage de valeur aux yeux des Toulousains. Pour Bordeaux, le vrai derby est celui de l'Atlantique, contre Nantes. ».
Le terme « Derby de la Garonne » se serait imposé lors de la 2012-2013.

## Les derbys
Le premier Toulouse FC et les Girondins de Bordeaux disputent leur premier match professionnel, le 22 août 1937 en Division 2, saison 1937-1938 par une victoire des rouges et blanc (2-0) à Toulouse. Le dernier match du Toulouse de 1937 face à Bordeaux se déroule le 15 avril 1967 lors de la 31e journée de D1 avec une défaite (2-1) à Lescure. Le club toulousain disparaît des suites d'une fusion avec le Red Star en 1967.
Il faut attendre le 25 mai 1970 pour qu'un nouveau club toulousain soit refondé sous le nom d'US Toulouse (jouant en sang et or) et rebaptisé Toulouse FC en 1979 (jouant en violet et blanc). Le 3 mars 1974 voit le premier match de l'US Toulouse face à Bordeaux sur un score de parité (0-0) lors du match aller des 16e de finale de Coupe de France. Cependant, lors du match retour, les sangs et or réussiront, au Parc Lescure, à battre les bordelais (3-0),.
Les confrontations entre Toulouse et Bordeaux ont souvent donné lieu à des matchs spectaculaires, notamment ces dernières années.
L'on se souvient d'une victoire très importante du TFC au Stadium (3-1), le 26 mai 2007, lors de la 38e et dernière journée de la saison 2006-2007. Celle-ci avait permis au club toulousain d'accéder à la troisième place, qualificative pour le 3e tour préliminaire de la Ligue des Champions,,.
Une autre victoire de Toulouse, au Stadium, a été un tournant dans le championnat 2008-2009. L'importance du score (3-0 pour les violets) fut le symbole de la force étonnante des toulousains cette saison-là, tandis que ce match a déclenché la révolte pour les Girondins qui démarrèrent ensuite une série de victoires jusqu'à la fin de la saison, et jusqu'à leur titre de Champion de France 2009.
Un autre match de spectacle, a eu lieu le 2 décembre 2007 au Stade Chaban-Delmas de Bordeaux. Les Girondins marquent trois buts avant la mi-temps (Wendel 7e ; Diarra 33e ; Wendel 39e), puis Toulouse revient à 3-3 grâce à un triplé de son attaquant suédois vedette (Elmander 64e ; 72e ; 76e), mais Bordeaux marque un dernier but en fin de match (Ducasse 87e),.

## Historiques des matchs officiels
Le Toulouse FC de 1937 et les Girondins de Bordeaux vont se rencontrer durant l'entre-deux guerre, en Division 2 (1937-1939). Pendant la Seconde Guerre Mondiale, l'Occupation et la Libération, ils se retrouvent lors du Championnat interrégional (1939-1940), en Coupe Charles Simon (Coupe de France 1940-1941) et en Championnat de guerre (1944-1945). Ensuite, le derby Garonne se disputera principalement en Division 1 entre 1945 et 1967, en Coupe de la Ligue (1963-1964) en phase de groupe et en Coupe de France (1964).
| n° | Date               | Club (Domicile)       | Score | Club (Extérieur)      | Lieu                                     | Compétition                                                  |
| -- | ------------------ | --------------------- | ----- | --------------------- | ---------------------------------------- | ------------------------------------------------------------ |
| 1  | 22 août 1937       | Toulouse FC           | 3 - 2 | Girondins de Bordeaux | Terrain du TOEC, Toulouse                | Division 2, Groupe Sud, 1re journée                          |
| 2  | 10 octobre 1937    | Girondins de Bordeaux | 3 - 4 | Toulouse FC           | Stade Municipal, Bordeaux                | Division 2, Groupe Sud, 7e journée                           |
| 3  | 9 octobre 1938     | Girondins de Bordeaux | 0 - 1 | Toulouse FC           | Stade Municipal, Bordeaux                | Division 2, 7e journée                                       |
| 4  | 26 février 1939    | Toulouse FC           | 1 - 0 | Girondins de Bordeaux | Terrain du TOEC, Toulouse                | Division 2, 25e journée                                      |
| 5  | 3 décembre 1939    | Toulouse FC           | 1 - 2 | Girondins de Bordeaux | Terrain du TOEC, Toulouse                | Championnat interrégional, 1re journée                       |
| 6  | 10 mars 1940       | Girondins de Bordeaux | 9 - 1 | Toulouse FC           | Stade Municipal, Bordeaux                | Championnat interrégional, 12e journée                       |
| 7  | 18 mai 1941        | Girondins ASP         | 3 - 1 | Toulouse FC           | Stade Olympique Yves-du-Manoir, Colombes | Coupe Charles Simon, finale zone occupée/libre (demi-finale) |
| 8  | 31 décembre 1944   | Girondins ASP         | 4 - 0 | Toulouse FC           | Stade Municipal, Bordeaux                | Championnat de guerre, 1re journée                           |
| 9  | 24 juin* 1945      | Toulouse FC           | 1 - 2 | Girondins ASP         | ?                                        | Championnat de guerre, 12e journée                           |
| 10 | 20 octobre 1946    | Girondins de Bordeaux | 1 - 1 | Toulouse FC           | Stade Municipal, Bordeaux                | Division 1, 13e journée                                      |
| 11 | 20 avril 1947      | Toulouse FC           | 1 - 4 | Girondins de Bordeaux | Stade Jacques Chapou, Toulouse           | Division 1, 36e journée                                      |
| 12 | 27 novembre 1949   | Girondins de Bordeaux | 1 - 2 | Toulouse FC           | Parc Lescure, Bordeaux                   | Division 1, 13e journée                                      |
| 13 | 23 avril 1950      | Toulouse FC           | 1 - 2 | Girondins de Bordeaux | Stadium Municipal, Toulouse              | Division 1, 30e journée                                      |
| 14 | 1er octobre 1950   | Toulouse FC           | 1 - 2 | Girondins de Bordeaux | Stadium Municipal, Toulouse              | Division 1, 7e journée                                       |
| 15 | 18 février 1951    | Girondins de Bordeaux | 3 - 1 | Toulouse FC           | Parc Lescure, Bordeaux                   | Division 1, 24e journée                                      |
| 16 | 13 décembre 1953   | Girondins de Bordeaux | 0 - 0 | Toulouse FC           | Parc Lescure, Bordeaux                   | Division 1, 16e journée                                      |
| 17 | 9 mai 1954         | Toulouse FC           | 3 - 1 | Girondins de Bordeaux | Stadium Municipal, Toulouse              | Division 1, 33e journée                                      |
| 18 | 31 octobre 1954    | Toulouse FC           | 0 - 0 | Girondins de Bordeaux | Stadium Municipal, Toulouse              | Division 1, 12e journée                                      |
| 19 | 3 avril 1955       | Girondins de Bordeaux | 0 - 0 | Toulouse FC           | Parc Lescure, Bordeaux                   | Division 1, 29e journée                                      |
| 20 | 25 septembre 1955  | Girondins de Bordeaux | 3 - 4 | Toulouse FC           | Parc Lescure, Bordeaux                   | Division 1, 6e journée                                       |
| 21 | 11 mars 1956       | Toulouse FC           | 2 - 1 | Girondins de Bordeaux | Stadium Municipal, Toulouse              | Division 1, 24e journée                                      |
| 22 | 18 octobre 1959    | Toulouse FC           | 2 - 1 | Girondins de Bordeaux | Stadium Municipal, Toulouse              | Division 1, 12e journée                                      |
| 23 | 10 avril 1960      | Girondins de Bordeaux | 3 - 5 | Toulouse FC           | Parc Lescure, Bordeaux                   | Division 1, 33e journée                                      |
| 24 | 21 octobre 1962    | Girondins de Bordeaux | 0 - 0 | Toulouse FC           | Parc Lescure, Bordeaux                   | Division 1, 12e journée                                      |
| 25 | 24 mars 1963       | Toulouse FC           | 0 - 0 | Girondins de Bordeaux | Stadium Municipal, Toulouse              | Division 1, 31e journée                                      |
| 26 | Août 1963          | Girondins de Bordeaux | 3 - 2 | Toulouse FC           | Parc Lescure, Bordeaux                   | Coupe de la Ligue, Groupe 7, aller                           |
| 27 | Août 1963          | Toulouse FC           | 1 - 1 | Girondins de Bordeaux | Parc Lescure, Bordeaux                   | Coupe de la Ligue, Groupe 7, retour                          |
| 28 | 3 novembre 1963    | Toulouse FC           | 0 - 1 | Girondins de Bordeaux | Stadium Municipal, Toulouse              | Division 1, 9e journée                                       |
| 29 | 12 janvier 1964    | Girondins de Bordeaux | 2 - 1 | Toulouse FC           | Parc Lescure, Bordeaux                   | Coupe de France, 32e de finale                               |
| 30 | 4 avril 1964       | Girondins de Bordeaux | 2 - 1 | Toulouse FC           | Parc Lescure, Bordeaux                   | Division 1, 28e journée                                      |
| 31 | 22 novembre 1964   | Girondins de Bordeaux | 4 - 2 | Toulouse FC           | Parc Lescure, Bordeaux                   | Division 1, 13e journée                                      |
| 32 | 11 avril 1965      | Toulouse FC           | 0 - 0 | Girondins de Bordeaux | Stadium Municipal, Toulouse              | Division 1, 28e journée                                      |
| 33 | 1er septembre 1965 | Toulouse FC           | 0 - 0 | Girondins de Bordeaux | Stadium Municipal, Toulouse              | Division 1, 3e journée                                       |
| 34 | 23 janvier 1966    | Girondins de Bordeaux | 3 - 0 | Toulouse FC           | Parc Lescure, Bordeaux                   | Division 1, 28e journée                                      |
| 35 | 16 octobre 1966    | Toulouse FC           | 2 - 1 | Girondins de Bordeaux | Stadium Municipal, Toulouse              | Division 1, 12e journée                                      |
| 36 | 15 avril 1967      | Girondins de Bordeaux | 2 - 1 | Toulouse FC           | Parc Lescure, Bordeaux                   | Division 1, 31e journée                                      |

* La rencontre en championnat de guerre de 1945 n'est pas indiquée dans les journaux. Entre les matchs annulés de par les voies de communication endommagées et les réclamations non-traitées, par manque de communication, des matchs ; il est difficile de détailler le jour du match.
En 1974, l'US Toulouse rencontre Bordeaux en compétition officielle pour la première fois de sa nouvelle histoire. Devenu le TFC, les deux clubs vont se rencontrer en Division 1/Ligue 1, en Coupe de France et en Coupe de la Ligue.
| n°  | Date              | Club (domicile)       | Score | Club (extérieur)      | Lieu                          | Compétition                                                  |
| --- | ----------------- | --------------------- | ----- | --------------------- | ----------------------------- | ------------------------------------------------------------ |
| 37  | 3 mars 1974       | US Toulouse           | 0 - 0 | Girondins de Bordeaux | Stadium Municipal, Toulouse   | Coupe de France de football 1973-1974, 32e de finale, aller  |
| 38  | 10 mars 1974      | Girondins de Bordeaux | 0 - 3 | US Toulouse           | Parc Lescure, Bordeaux        | Coupe de France de football 1973-1974, 32e de finale, retour |
| 39  | 26 octobre 1982   | Girondins de Bordeaux | 1 - 0 | Toulouse FC           | Parc Lescure, Bordeaux        | Division 1, 12e journée                                      |
| 40  | 1er avril 1983    | Toulouse FC           | 0 - 1 | Girondins de Bordeaux | Stadium Municipal, Toulouse   | Division 1, 30e journée                                      |
| 41  | 17 septembre 1983 | Toulouse FC           | 1 - 3 | Girondins de Bordeaux | Stadium Municipal, Toulouse   | Division 1, 9e journée                                       |
| 42  | 11 septembre 1984 | Girondins de Bordeaux | 0 - 0 | Toulouse FC           | Parc Lescure, Bordeaux        | Division 1, 27e journée                                      |
| 43  | 17 août 1984      | Girondins de Bordeaux | 2 - 1 | Toulouse FC           | Parc Lescure, Bordeaux        | Division 1, 1re journée                                      |
| 44  | 28 mai 1985       | Toulouse FC           | 2 - 1 | Girondins de Bordeaux | Stadium Municipal, Toulouse   | Division 1, 38e journée                                      |
| 45  | 5 octobre 1985    | Toulouse FC           | 1 - 2 | Girondins de Bordeaux | Stadium Municipal, Toulouse   | Division 1, 14e journée                                      |
| 46  | 26 janvier 1986   | Girondins de Bordeaux | 2 - 0 | Toulouse FC           | Stade Montois, Mont-de-Marsan | Coupe de France, 32e de finale                               |
| 47  | 8 mars 1986       | Girondins de Bordeaux | 0 - 0 | Toulouse FC           | Parc Lescure, Bordeaux        | Division 1, 32e journée                                      |
| 48  | Juillet/Août 1986 | Girondins de Bordeaux | 1 - 1 | Toulouse FC           | Parc Lescure, Bordeaux        | Coupe d'Été, Deuxième tour, Groupe 2, aller                  |
| 49  | Juillet/Août 1986 | Toulouse FC           | 1 - 0 | Girondins de Bordeaux | Stadium Municipal, Toulouse   | Coupe d'Été, Deuxième tour, Groupe 2, retour                 |
| 50  | 31 octobre 1986   | Toulouse FC           | 0 - 0 | Girondins de Bordeaux | Stadium Municipal, Toulouse   | Division 1, 15e journée                                      |
| 51  | 2 mai 1987        | Girondins de Bordeaux | 2 - 3 | Toulouse FC           | Parc Lescure, Bordeaux        | Division 1, 33e journée                                      |
| 52  | 22 août 1987      | Girondins de Bordeaux | 2 - 2 | Toulouse FC           | Parc Lescure, Bordeaux        | Division 1, 7e journée                                       |
| 53  | 20 février 1988   | Toulouse FC           | 2 - 1 | Girondins de Bordeaux | Stadium Municipal, Toulouse   | Division 1, 25e journée                                      |
| 54  | 20 août 1988      | Toulouse FC           | 1 - 1 | Girondins de Bordeaux | Stadium Municipal, Toulouse   | Division 1, 8e journée                                       |
| 55  | 11 février 1989   | Girondins de Bordeaux | 1 - 1 | Toulouse FC           | Parc Lescure, Bordeaux        | Division 1, 26e journée                                      |
| 56  | 8 novembre 1989   | Toulouse FC           | 0 - 1 | Girondins de Bordeaux | Stadium Municipal, Toulouse   | Division 1, 18e journée                                      |
| 57  | 5 mai 1990        | Girondins de Bordeaux | 2 - 1 | Toulouse FC           | Parc Lescure, Bordeaux        | Division 1, 36e journée                                      |
| 58  | 8 septembre 1990  | Girondins de Bordeaux | 2 - 1 | Toulouse FC           | Parc Lescure, Bordeaux        | Division 1, 8e journée                                       |
| 59  | 10 février 1991   | Toulouse FC           | 0 - 0 | Girondins de Bordeaux | Stadium Municipal, Toulouse   | Division 1, 26e journée                                      |
| 60  | 22 mai 1992       | Girondins de Bordeaux | 3 - 1 | Toulouse FC           | Parc Lescure, Bordeaux        | Coupe de la Ligue, Deuxième tour, Groupe Sud-Ouest           |
| 61  | 27 janvier 1993   | Girondins de Bordeaux | 2 - 0 | Toulouse FC           | Parc Lescure, Bordeaux        | Division 1, 18e journée*                                     |
| 62  | 22 mai 1993       | Toulouse FC           | 2 - 0 | Girondins de Bordeaux | Stadium Municipal, Toulouse   | Division 1, 36e journée                                      |
| 63  | 31 août 1993      | Girondins de Bordeaux | 2 - 0 | Toulouse FC           | Parc Lescure, Bordeaux        | Division 1, 7e journée                                       |
| 64  | 4 février 1994    | Toulouse FC           | 0 - 0 | Girondins de Bordeaux | Stadium Municipal, Toulouse   | Division 1, 25e journée                                      |
| 65  | 28 mai 1994       | Girondins de Bordeaux | 1 - 3 | Toulouse FC           | Parc Lescure, Bordeaux        | Coupe de la Ligue, Quart de finale du Grp. 1 Midi-Sud-Loire  |
| 66  | 2 novembre 1997   | Toulouse FC           | 2 - 2 | Girondins de Bordeaux | Stadium Municipal, Toulouse   | Division 1, 14e journée                                      |
| 67  | 28 mars 1998      | Girondins de Bordeaux | 2 - 0 | Toulouse FC           | Parc Lescure, Bordeaux        | Division 1, 30e journée                                      |
| 68  | 7 novembre 1998   | Girondins de Bordeaux | 3 - 1 | Toulouse FC           | Parc Lescure, Bordeaux        | Division 1, 12e journée                                      |
| 69  | 3 avril 1999      | Toulouse FC           | 0 - 3 | Girondins de Bordeaux | Stadium Municipal, Toulouse   | Division 1, 28e journée                                      |
| 70  | 18 octobre 2003   | Girondins de Bordeaux | 1 - 2 | Toulouse FC           | Stade Chaban-Delmas, Bordeaux | Ligue 1, 18e journée                                         |
| 71  | 14 mars 2004      | Toulouse FC           | 1 - 0 | Girondins de Bordeaux | Stadium, Toulouse             | Ligue 1, 28e journée                                         |
| 72  | 25 septembre 2004 | Girondins de Bordeaux | 1 - 1 | Toulouse FC           | Stade Chaban-Delmas, Bordeaux | Ligue 1, 8e journée                                          |
| 73  | 19 février 2005   | Toulouse FC           | 1 - 0 | Girondins de Bordeaux | Stadium, Toulouse             | Ligue 1, 26e journée                                         |
| 74  | 22 octobre 2005   | Toulouse FC           | 1 - 1 | Girondins de Bordeaux | Stadium, Toulouse             | Ligue 1, 12e journée                                         |
| 75  | 11 mars 2006      | Girondins de Bordeaux | 2 - 0 | Toulouse FC           | Stade Chaban-Delmas, Bordeaux | Ligue 1, 12e journée                                         |
| 76  | 5 août 2006       | Girondins de Bordeaux | 2 - 0 | Toulouse FC           | Stade Chaban-Delmas, Bordeaux | Ligue 1, 1re journée                                         |
| 77  | 26 mai 2007       | Toulouse FC           | 3 - 1 | Girondins de Bordeaux | Stadium, Toulouse             | Ligue 1, 38e journée                                         |
| 78  | 2 décembre 2007   | Girondins de Bordeaux | 4 - 3 | Toulouse FC           | Stade Chaban-Delmas, Bordeaux | Ligue 1, 16e journée                                         |
| 79  | 20 avril 2008     | Toulouse FC           | 0 - 1 | Girondins de Bordeaux | Stadium, Toulouse             | Ligue 1, 34e journée                                         |
| 80  | 18 octobre 2008   | Girondins de Bordeaux | 2 - 1 | Toulouse FC           | Stade Chaban-Delmas, Bordeaux | Ligue 1, 9e journée                                          |
| 81  | 7 mars 2009       | Toulouse FC           | 3 - 0 | Girondins de Bordeaux | Stadium, Toulouse             | Ligue 1, 27e journée                                         |
| 82  | 23 décembre 2009  | Toulouse FC           | 1 - 2 | Girondins de Bordeaux | Stadium, Toulouse             | Ligue 1, 19e journée                                         |
| 83  | 2 mai 2010        | Girondins de Bordeaux | 2 - 0 | Toulouse FC           | Stade Chaban-Delmas, Bordeaux | Ligue 1, 35e journée                                         |
| 84  | 15 août 2010      | Girondins de Bordeaux | 1 - 2 | Toulouse FC           | Stade Chaban-Delmas, Bordeaux | Ligue 1, 2e journée                                          |
| 85  | 21 mai 2011       | Toulouse FC           | 2 - 0 | Girondins de Bordeaux | Stadium, Toulouse             | Ligue 1, 37e journée                                         |
| 86  | 17 septembre 2011 | Toulouse FC           | 2 - 1 | Girondins de Bordeaux | Stadium, Toulouse             | Ligue 1, 6e journée                                          |
| 87  | 4 février 2012    | Girondins de Bordeaux | 2 - 0 | Toulouse FC           | Stade Chaban-Delmas, Bordeaux | Ligue 1, 22e journée                                         |
| 88  | 4 novembre 2012   | Girondins de Bordeaux | 1 - 0 | Toulouse FC           | Stade Chaban-Delmas, Bordeaux | Ligue 1, 11e journée                                         |
| 89  | 17 mars 2013      | Toulouse FC           | 0 - 0 | Girondins de Bordeaux | Stadium, Toulouse             | Ligue 1, 29e journée                                         |
| 90  | 17 août 2013      | Toulouse FC           | 1 - 1 | Girondins de Bordeaux | Stadium, Toulouse             | Ligue 1, 2e journée                                          |
| 91  | 11 janvier 2014   | Girondins de Bordeaux | 1 - 2 | Toulouse FC           | Stade Chaban-Delmas, Bordeaux | Ligue 1, 20e journée                                         |
| 92  | 28 octobre 2014   | Toulouse FC           | 1 - 3 | Girondins de Bordeaux | Stadium, Toulouse             | Coupe de la Ligue, 16e de finale                             |
| 93  | 2 novembre 2014   | Girondins de Bordeaux | 2 - 1 | Toulouse FC           | Stade Chaban-Delmas, Bordeaux | Ligue 1, 12e journée                                         |
| 94  | 4 janvier 2015    | Girondins de Bordeaux | 2 - 1 | Toulouse FC           | Stade Chaban-Delmas, Bordeaux | Coupe de France, 32e de finale                               |
| 95  | 21 mars 2015      | Toulouse FC           | 2 - 1 | Girondins de Bordeaux | Stadium, Toulouse             | Ligue 1, 30e journée                                         |
| 96  | 20 septembre 2015 | Girondins de Bordeaux | 1 - 1 | Toulouse FC           | Matmut Atlantique, Bordeaux   | Ligue 1, 6e journée                                          |
| 97  | 12 mars 2016      | Toulouse FC           | 4 - 0 | Girondins de Bordeaux | Stadium, Toulouse             | Ligue 1, 30e journée                                         |
| 98  | 20 août 2016      | Toulouse FC           | 4 - 1 | Girondins de Bordeaux | Stadium, Toulouse             | Ligue 1, 2e journée                                          |
| 99  | 21 janvier 2017   | Girondins de Bordeaux | 1 - 0 | Toulouse FC           | Matmut Atlantique, Bordeaux   | Ligue 1, 21e journée                                         |
| 100 | 15 septembre 2017 | Toulouse FC           | 0 - 1 | Girondins de Bordeaux | Stadium, Toulouse             | Ligue 1, 6e journée                                          |
| 101 | 12 décembre 2017  | Toulouse FC           | 2 - 0 | Girondins de Bordeaux | Stadium, Toulouse             | Coupe de la Ligue, Huitième de finale                        |
| 102 | 12 mai 2018       | Girondins de Bordeaux | 4 - 2 | Toulouse FC           | Matmut Atlantique, Bordeaux   | Ligue 1, 37e journée                                         |
| 103 | 19 août 2018      | Toulouse FC           | 2 - 1 | Girondins de Bordeaux | Stadium, Toulouse             | Ligue 1, 2e journée                                          |
| 104 | 17 février 2019   | Girondins de Bordeaux | 2 - 1 | Toulouse FC           | Matmut Atlantique, Bordeaux   | Ligue 1, 25e journée                                         |
| 105 | 5 octobre 2019    | Toulouse FC           | 1 - 3 | Girondins de Bordeaux | Stadium, Toulouse             | Ligue 1, 9e journée                                          |
| 106 | 10 février 2021   | Girondins de Bordeaux | 0 - 2 | Toulouse FC           | Matmut Atlantique, Bordeaux   | Coupe de France, 32e de finale                               |

*La rencontre s'est jouée le 12 décembre 1992 et remportée par les Girondins (1-0). Cependant, des suites d'une erreur d'arbitrage, le TFC fit une réclamation sur le but de Bixente Lizarazu et la LNF accepta de faire rejouer le match à la date du 27 janvier,.

## Bilan
- FC Girondins de Bordeaux - Toulouse FC (1937-1967)
  - Première rencontre : 22 août 1937 (D2)
  - Dernière rencontre : 15 avril 1967 (D1)
  - Première victoire bordelaise : 3 décembre 1939
  - Première victoire toulousaine : 22 août 1937
  - Victoire avec le plus gros score bordelaise : 9-1, le 10 mars 1940
  - Victoire avec le plus gros score toulousain : 5-3, le 10 avril 1960
  - Moyenne de but (toutes compétitions confondues) inscrit par les bordelais : 66 buts
  - Moyenne de but (toutes compétitions confondues) inscrit par les toulousains : 46 buts

| Compétition                   | Joués | FCGB | Nul | TFC |
| ----------------------------- | ----- | ---- | --- | --- |
| Division 1                    | 24    | 9    | 8   | 7   |
| Division 2                    | 4     | 0    | 0   | 4   |
| Coupe de France               | 2     | 2    | 0   | 0   |
| Coupe de la Ligue             | 2     | 1    | 1   | 0   |
| Autres compétitions de guerre | 4     | 4    | 0   | 0   |
| TOTAL                         | 36    | 16   | 9   | 11  |

- FC Girondins de Bordeaux - Toulouse FC (1974-)
  - Première rencontre : 3 mars 1974 (Coupe de France)
  - Dernière rencontre : 10 février (Coupe de France)
  - Première victoire bordelaise : 26 octobre 1982 (D1)
  - Première victoire toulousaine : 10 mars 1974 (Coupe de France)
  - Victoire avec le plus gros score bordelaise : 4-3, le 2 décembre 2007
  - Victoire avec le plus gros score toulousain : 4-0, le 12 mars 2016
  - Moyenne de but (toutes compétitions confondues) inscrit par les bordelais : 91 buts
  - Moyenne de but (toutes compétitions confondues) inscrit par les toulousains : 80 buts

| Compétition                   | Joués | FCGB | Nul | TFC |
| ----------------------------- | ----- | ---- | --- | --- |
| Division 1/Ligue 1            | 59    | 28   | 12  | 16  |
| Coupe de France               | 5     | 2    | 1   | 2   |
| Coupe d'Été/Coupe de la Ligue | 6     | 2    | 1   | 3   |
| TOTAL                         | 70    | 32   | 14  | 24  |

## Incidents
Principaux incidents ayant eu lieu lors de Toulouse-Bordeaux :
- 20 avril 2008 : violentes bagarres entre supporters girondins et toulousains rues des Tourneurs et Genty-Magre à Toulouse. Au total : une dizaine de blessés, quelques interpellations.
- 7 mars 2009 : deux supporteurs toulousains ont été condamnés à des peines de prison après avoir pris part à des affrontements samedi soir en marge de la rencontre Toulouse - Bordeaux (3-0). Les deux hommes âgés de 32 et de 21 ans, qui sont désignés par des renseignements généraux comme "hooligans" d'extrême droite[14], sont coupables de violences aggravées sur des policiers municipaux, ont écopé de six mois de prison dont trois ferme pour le premier, récidiviste, et de six mois de prison avec sursis pour le plus jeune. Ces deux habitués du Stadium avaient jeté des bouteilles sur des policiers qui tentaient de mettre fin à une rixe entre supporteurs des deux camps, aux abords de l'enceinte.

## D'un club à l'autre

### Du TFC à Bordeaux
| Nom                             | Poste      | TFC       | TFC  | TFC  | FCGB      | FCGB | FCGB |
| Nom                             | Poste      | Carrière  | Apps | Buts | Carrière  | Apps | Buts |
| ------------------------------- | ---------- | --------- | ---- | ---- | --------- | ---- | ---- |
| Cédric Carrasso                 | Gardien    | 2008-2009 | 35   | 0    | 2009-2017 | 246  | 0    |
| Stéphane Dalmat                 | Milieu     | 2004-2005 | 19   | 1    | 2006-2007 | 16   | 1    |
| Hervé Alicarte                  | Défenseur  | 2000-2001 | 8    | 0    | 2001-2004 | 14   | 1    |
| Bruno Da Rocha (retour de prêt) | Milieu     | 1999-2000 | -    | -    | 2000-2001 | -    | -    |
| Teddy Richert                   | Gardien    | 1996-1999 | 77   | 0    | 1999-2000 | 1    | 0    |
| Rolland Courbis                 | Entraîneur | 1994-1995 | -    | -    | 1996-1997 | -    | -    |
| Laurent Batlles                 | Milieu     | 1993-1999 | 81   | 3    | 1999-2002 | 101  | 6    |
| Anthony Bancarel                | Attaquant  | 1989-1994 | 108  | 26   | 1994-1996 | 82   | 19   |
| Jean-Philippe Durand            | Milieu     | 1989-1989 | -    | -    | 1989-1991 | -    | -    |
| Michel Pavon                    | Milieu     | 1986-1994 | 197  | 29   | 1996-2000 | 128  | 4    |
| Yannick Stopyra                 | Attaquant  | 1984-1988 | 148  | 46   | 1988-1989 | 33   | 8    |
| Édouard Wojciak                 | Attaquant  | 1963-1967 | 96   | 29   | 1967-1973 | 201  | 43   |

### De Bordeaux au TFC
| Nom                      | Poste      | FCGB      | FCGB | FCGB | TFC       | TFC  | TFC  |
| Nom                      | Poste      | Carrière  | Apps | Buts | Carrière  | Apps | Buts |
| ------------------------ | ---------- | --------- | ---- | ---- | --------- | ---- | ---- |
| Matthieu Valverde        | Gardien    | 2003-2009 | 27   | 0    | 2009-2011 | 44   | 0    |
| Laurent Batlles          | Milieu     | 1999-2002 | 101  | 6    | 2005-2008 | 93   | 9    |
| Jean-Christophe Rouvière | Milieu     | 1999-2000 | -    | -    | 2000-2001 | -    | -    |
| Élie Baup                | Entraîneur | 1998-2003 | -    | -    | 2006-2008 | -    | -    |
| Hervé Alicarte           | Défenseur  | 1998-2001 | 58   | 7    | 2000-2001 | 8    | 0    |
| Bruno Da Rocha           | Milieu     | 1997-1999 | -    | -    | 1999-2000 | -    | -    |
| William Prunier          | Défenseur  | 1994-1995 | -    | -    | 1999-2004 | -    | -    |
| Rolland Courbis          | Entraîneur | 1992-1994 | -    | -    | 1994-1995 | -    | -    |
| Didier Sénac             | Défenseur  | 1988-1995 | -    | -    | 1995-1996 | -    | -    |
| Gérard Soler             | Attaquant  | 1979-1982 | -    | -    | 1982-1984 | -    | -    |
| Philippe Bergerôo        | Gardien    | 1971-1978 | -    | -    | 1983-1988 | -    | -    |
| Pierre Rigoni            | Gardien    | 1970-1974 | 129  | 0    | 1974-1977 | 88   | 0    |
| Jean-François Domergue   | Défenseur  | 1969-1980 | -    | -    | 1983-1986 | -    | -    |